# František Zajíček (1912)
František Zajíček (15. listopadu 1912, Radňovice – 1986) byl československý lyžař, skokan a běžec na lyžích.

## Závodní kariéra
Startoval na ZOH 1948 ve Svatém Mořici. V závodě čtyřbobů skončil v posádce pilota Maxe Ippena na 14. místě. Na olympiádu jel jako náhradník do závodu vojenských hlídek, startoval ale jako bobista. Jaroslav Zajíček nemá nic společného s Františkem, jedná se o shodu příjmení Jaroslav Zajíček, který na stejné olympiádě reprezentoval v běhu na lyžích.